# Liga de Basquete Feminino de 2018
A Liga de Basquete Feminino de 2018 será uma competição brasileira de basquete feminino organizada pela Liga Nacional de Basquete. É a oitava edição do campeonato organizado pela LNB, com a chancela da Confederação Brasileira de Basketball. Este torneio, é totalmente organizado pelos clubes participantes. Foi transmitido em TV aberta pela TV Gazeta.

## Regulamento
As 9 equipes se enfrentam em turno e returno,classificando as 8 primeiras para a fase seguinte.Na fase quartas-de-final e semifinais , com os quatro melhores classificados diretamente para as finais, sempre em uma melhor de três jogos.A série Final será disputado em melhor de cinco jogos, com os confrontos de mata-mata sendo disputados no modelo 1-2-1-1, com os Jogos 1, 2 e 5 sendo realizados na casa da equipe de melhor campanha na fase de classificação.
Ao final da primeira fase tivemos duas situações distintas, o time do Vera Cruz Campinas venceu todos os seus jogos, classificando-se para os playoffs com 100% de aproveitamento. Do outro lado da tabela de classificação da Liga de Basquete Feminino 2018 tivemos as meninas do Catanduva com 16 derrotas, sem nenhuma vitória na competição.

## Participantes
| Equipe               | Cidade                | Estado | Em 2016-17     | Ginásio                    | Capacidade   | Títulos do LBF (último) |
| -------------------- | --------------------- | ------ | -------------- | -------------------------- | ------------ | ----------------------- |
| São Bernardo         | São Bernardo do Campo | SP     | Não participou | Ubaldo Lago                | 8 822 17 000 | 0 (não possui)          |
| Sampaio Corrêa       | São Luís              | MA     | 4º             | Ginásio Castelinho         | 2 000        | 1 (2015/16)             |
| Ituano               | Itu                   | SP     | Não participou | Ginásio Joaquim de Moraes  | 850          | 0 (não possui)          |
| Santo André          | Santo André           | SP     | 3º             | Ginásio Pedro Dell'Antonia | 4 500        | 1 (2010/11)             |
| Blumenau             | Blumenau              | SC     | 5º             | Ginásio do Galegão         | 4 000        | 0 (não possui)          |
| Presidente Venceslau | Presidente Venceslau  | SP     | 6º             | Ginásio UNIESP             | 1 000        | 0 (não possui)          |
| Campinas             | Campinas[cam]         | SP     | 1º             | Ginásio AAPP Paineiras     | 5 000        | 0 (não possui)          |
| Catanduva            | Catanduva             | SP     | Não participou | Anuar Pachá                | 824          | 0 (não possui)          |
| Uninassau            | Recife                | PE     | 2º             | Ginásio Marcelino Lopes    | 2 060        | 0 (não possui)          |

Notas
[cam] ^ :O Basquete Campinas substitui o Corinthians, que tinha parceria com a cidade de Americana.

## Primeira Fase

### Classificação
| Pos | Times                | %    | Pts | J  | V  | D  | PF   | PS   | PA | Classificação ou rebaixamento |
| --- | -------------------- | ---- | --- | -- | -- | -- | ---- | ---- | -- | ----------------------------- |
| 1   | Basquete Campinas    | 100  | 32  | 16 | 16 | 0  | 1215 | 955  |    | Classificado para os Playoffs |
| 2   | Sampaio Corrêa       | 75   | 28  | 16 | 12 | 4  | 1063 | 896  |    | Classificado para os Playoffs |
| 3   | UNINASSAU            | 62.5 | 26  | 16 | 10 | 6  | 1133 | 1095 |    | Classificado para os Playoffs |
| 4   | Blumenau             | 50   | 24  | 16 | 8  | 8  | 1055 | 1009 |    | Classificado para os Playoffs |
| 5   | Santo André          | 50   | 24  | 16 | 8  | 8  | 1062 | 1005 |    | Classificado para os Playoffs |
| 6   | Ituano               | 43.8 | 23  | 16 | 7  | 9  | 1036 | 1085 |    | Classificado para os Playoffs |
| 7   | Presidente Venceslau | 43.8 | 23  | 16 | 7  | 9  | 1058 | 1104 |    | Classificado para os Playoffs |
| 8   | São Bernardo         | 25   | 20  | 16 | 4  | 12 | 1047 | 1222 |    | Classificado para os Playoffs |
| 9   | Catanduva            | 0    | 16  | 16 | 0  | 16 | 971  | 1269 |    |                               |

### Confrontos
Para ler a tabela, a linha horizontal representa os jogos da equipe como mandante. A coluna vertical indica os jogos da equipe como visitante.
|                      | UNI   | SMB   | BLU   | CAT   | ITU   | VEN   | AND   | BER   | VER   |
| UNINASSAU Basquete   | -     | 58-74 | 70-77 | 72-47 | 70-55 | 86-83 | 53-59 | 73-71 | 53-60 |
| Sampaio Corrêa       | 87-73 | -     | 55-50 | 85-42 | 71-54 | 55-47 | 56-55 | 71-40 | 41-53 |
| Blumenau             | 57-71 | 49-54 | -     | 66-62 | 76-63 | 69-63 | 51-50 | 88-50 | 59-68 |
| Catanduva Basquete   | 73-88 | 47-76 | 50-87 | -     | 67-87 | 58-63 | 82-98 | 70-80 | 74-98 |
| Ituano               | 70-84 | 74-73 | 63-53 | 62-60 |       | 88-67 | 63-74 | 56-63 | 54-60 |
| Presidente Venceslau | 76-77 | 60-52 | 70-68 | 78-61 | 58-69 |       | 61-59 | 76-70 | 67-73 |
| Santo André          | 59-61 | 67-74 | 61-62 | 73-45 | 59-53 | 68-63 |       | 74-51 | 56-62 |
| São Bernardo         | 82-86 | 62-76 | 74-68 | 77-69 | 70-74 | 67-80 | 70-79 |       | 74-84 |
| Basquete Campinas    | 65-58 | 70-63 | 85-73 | 79-64 | 80-51 | 82-51 | 98-71 | 98-46 |       |

## Playoffs

### Chave
|  | Quartas de final (Melhor-de-3) | Quartas de final (Melhor-de-3) | Quartas de final (Melhor-de-3) |                    |                   | Semi-Finais (Melhor-de-3) | Semi-Finais (Melhor-de-3) | Semi-Finais (Melhor-de-3) |  |  | Final (Melhor-de-5) | Final (Melhor-de-5) | Final (Melhor-de-5) |  |
|  |                                |                                |                                |                    |                   |                           |                           |                           |  |  |                     |                     |                     |  |
|  | Basquete Campinas              | Basquete Campinas              | 2                              |                    |                   |                           |                           |                           |  |  |                     |                     |                     |  |
|  | Basquete Campinas              | Basquete Campinas              | 2                              |                    |                   |                           |                           |                           |  |  |                     |                     |                     |  |
|  | São Bernardo                   | São Bernardo                   | 0                              |                    |                   |                           |                           |                           |  |  |                     |                     |                     |  |
|  | São Bernardo                   | São Bernardo                   | 0                              |                    | Basquete Campinas | Basquete Campinas         | 2                         |                           |  |  |                     |                     |                     |  |
|  |                                |                                |                                |                    | Basquete Campinas | Basquete Campinas         | 2                         |                           |  |  |                     |                     |                     |  |
|  |                                |                                | Blumenau                       | Blumenau           | 0                 |                           |                           |                           |  |  |                     |                     |                     |  |
|  | Blumenau                       | Blumenau                       | Blumenau                       | Blumenau           | 0                 | 2                         |                           |                           |  |  |                     |                     |                     |  |
|  | Blumenau                       | Blumenau                       |                                |                    |                   |                           |                           |                           |  |  |                     |                     |                     |  |
|  | Santo André                    | Santo André                    | 1                              |                    |                   |                           |                           |                           |  |  |                     |                     |                     |  |
|  | Santo André                    | Santo André                    | 1                              |                    | Basquete Campinas | Basquete Campinas         | 3                         |                           |  |  |                     |                     |                     |  |
|  |                                |                                |                                |                    |                   |                           |                           |                           |  |  |                     |                     |                     |  |
|  |                                |                                | Sampaio Corrêa                 | Sampaio Corrêa     | 2                 |                           |                           |                           |  |  |                     |                     |                     |  |
|  | Sampaio Corrêa                 | Sampaio Corrêa                 | Sampaio Corrêa                 | Sampaio Corrêa     | 2                 | 2                         |                           |                           |  |  |                     |                     |                     |  |
|  | Sampaio Corrêa                 | Sampaio Corrêa                 |                                |                    |                   |                           |                           |                           |  |  |                     |                     |                     |  |
|  | Presidente Venceslau           | Presidente Venceslau           | 1                              |                    |                   |                           |                           |                           |  |  |                     |                     |                     |  |
|  | Presidente Venceslau           | Presidente Venceslau           | 1                              |                    | Sampaio Corrêa    | Sampaio Corrêa            | 2                         |                           |  |  |                     |                     |                     |  |
|  |                                |                                |                                |                    | Sampaio Corrêa    | Sampaio Corrêa            | 2                         |                           |  |  |                     |                     |                     |  |
|  |                                |                                | UNINASSAU Basquete             | UNINASSAU Basquete | 0                 |                           |                           |                           |  |  |                     |                     |                     |  |
|  | UNINASSAU Basquete             | UNINASSAU Basquete             | UNINASSAU Basquete             | UNINASSAU Basquete | 0                 | 2                         |                           |                           |  |  |                     |                     |                     |  |
|  | UNINASSAU Basquete             | UNINASSAU Basquete             |                                |                    |                   |                           |                           |                           |  |  |                     |                     |                     |  |
|  | Ituano                         | Ituano                         | 1                              |                    |                   |                           |                           |                           |  |  |                     |                     |                     |  |

Negrito - Vencedor das séries

itálico - Time com vantagem de mando de quadra

#### Quartas de final
| Time 1             | Série | Time 2               | 1º Jogo | 2º Jogo | 3º Jogo |
| ------------------ | ----- | -------------------- | ------- | ------- | ------- |
| Basquete Campinas  | 2–0   | São Bernardo         | 68 – 59 | 89 – 65 | –       |
| Sampaio Corrêa     | 2–1   | Presidente Venceslau | 57 – 58 | 76 – 62 | 66 – 47 |
| UNINASSAU Basquete | 2–1   | Ituano               | 59 – 69 | 67 – 58 | 71 – 62 |
| Blumenau           | 2–1   | Santo André          | 83 – 71 | 63 – 72 | 70 – 63 |

#### Semi-final
| Time 1            | Série | Time 2             | 1º Jogo | 2º Jogo | 3º Jogo |
| ----------------- | ----- | ------------------ | ------- | ------- | ------- |
| Basquete Campinas | 2–0   | Blumenau           | 69 – 60 | 76 – 62 | –       |
| Sampaio Corrêa    | 2–0   | UNINASSAU Basquete | 73 – 83 | 63 – 55 | –       |

### Final
Primeiro Jogo
| 20 de maio 15:00 | Relatório | Basquete Campinas                                      | 55–56 | Sampaio Corrêa                                          |  | Ginásio AAPP Paineiras,Campinas |  |
| 20 de maio 15:00 | Relatório | Placar por quarto: 13-15, 13-15, 11-11, 18-15          |       |                                                         |  | Ginásio AAPP Paineiras,Campinas |  |
| 20 de maio 15:00 | Relatório | Pts: Ariadna (19) Rbts: Babi(9) Asts: Meli Gretter (4) |       | Pts: Tati e Jackson (16) Rbts: Jackson(8) Asts: Tati(5) |  | Ginásio AAPP Paineiras,Campinas |  |

Segundo Jogo
| 22 de maio 19:00 | Relatório | Basquete Campinas                                             | 59–58 | Sampaio Corrêa                                                  |  | Ginásio AAPP Paineiras,Campinas |  |
| 22 de maio 19:00 | Relatório | Placar por quarto: 20-17, 12-10, 15-17, 12-14                 |       |                                                                 |  | Ginásio AAPP Paineiras,Campinas |  |
| 22 de maio 19:00 | Relatório | Pts: Aline Moura (17) Rbts: Babi (11) Asts: Fabi e Ariadna(4) |       | Pts: Jackson(14) Rbts: ziomara(7) Asts: Jackson Karina e Êga(2) |  | Ginásio AAPP Paineiras,Campinas |  |

Terceiro Jogo
| 27 de maio 15:00 | Relatório | Sampaio Corrêa                                             | 55–50 | Basquete Campinas                                        |  | Ginásio Castelinho,São Luís |  |
| 27 de maio 15:00 | Relatório | Placar por quarto: 12-13, 18-10, 10-24, 15-3               |       |                                                          |  | Ginásio Castelinho,São Luís |  |
| 27 de maio 15:00 | Relatório | Pts: Jackson (16) Rbts: Jackson (9) Asts: Joice Coelho (3) |       | Pts: Ariadna (11) Rbts: Babi (17) Asts: Meli Gretter (3) |  | Ginásio Castelinho,São Luís |  |

Quarto Jogo
| 29 de maio | Relatório | Sampaio Corrêa                                     | 51–62 | Basquete Campinas                                                |  | Ginásio Castelinho,São Luís |  |
| 29 de maio | Relatório | Placar por quarto: 17-10, 16-16, 11-21, 7-15       |       |                                                                  |  | Ginásio Castelinho,São Luís |  |
| 29 de maio | Relatório | Pts: Tati (17) Rbts: Karina (11) Asts: Jackson (4) |       | Pts: Meli Gretter (31) Rbts: Ariadna (13) Asts: Meli Gretter (4) |  | Ginásio Castelinho,São Luís |  |

Quinto Jogo
| 3 de junho 15:00 | Relatório | Basquete Campinas                                                   | 66–59 | Sampaio Corrêa                                                         |  | Ginásio AAPP Paineiras,Campinas |  |
| 3 de junho 15:00 | Relatório | Placar por quarto: 16-14, 15-22, 15-14, 20-9                        |       |                                                                        |  | Ginásio AAPP Paineiras,Campinas |  |
| 3 de junho 15:00 | Relatório | Pts: Meli Greter (25) Rbts: Babi (11) Asts: Jeane e Meli Greter (2) |       | Pts: Ziomara (15) Rbts: Ziomara e Jackson (7) Asts: Tati e Jackson (3) |  | Ginásio AAPP Paineiras,Campinas |  |

## Premiação
| Liga de Basquete Feminino de 2018                |
| São Paulo                                        |
| ------------------------------------------------ |
| Basquete Campinas Campeão (1° título Brasileiro) |